# タイトルバック
タイトルバックとは、映画やテレビドラマなどの映像作品において、オープニングやエンディングなどで、タイトルの題字やスタッフクレジットが入っている部分のこと。テーマ音楽とともに作品の世界観をイントロダクションとして表現したり、エピローグとして作品の印象を残したりするパートとなる。タイトル・シーケンス、タイトル・バックグラウンド、オープニング・シーケンスなどともいう。

## タイトルバック・プロダクション
- imaginary forces(USA)
- prologue(USA)
- DRAWING AND MANUAL(JAPAN)
- NEXUS PRODUCTIONS(UK)

## 世界のタイトルバック・クリエイター
- ソール・バス
- カイル・クーパー
- Olivier Kuntzel and Florence Deygas

## 日本のタイトルバック・クリエイター
- 菱川勢一[1]